# دهان‌تاژک

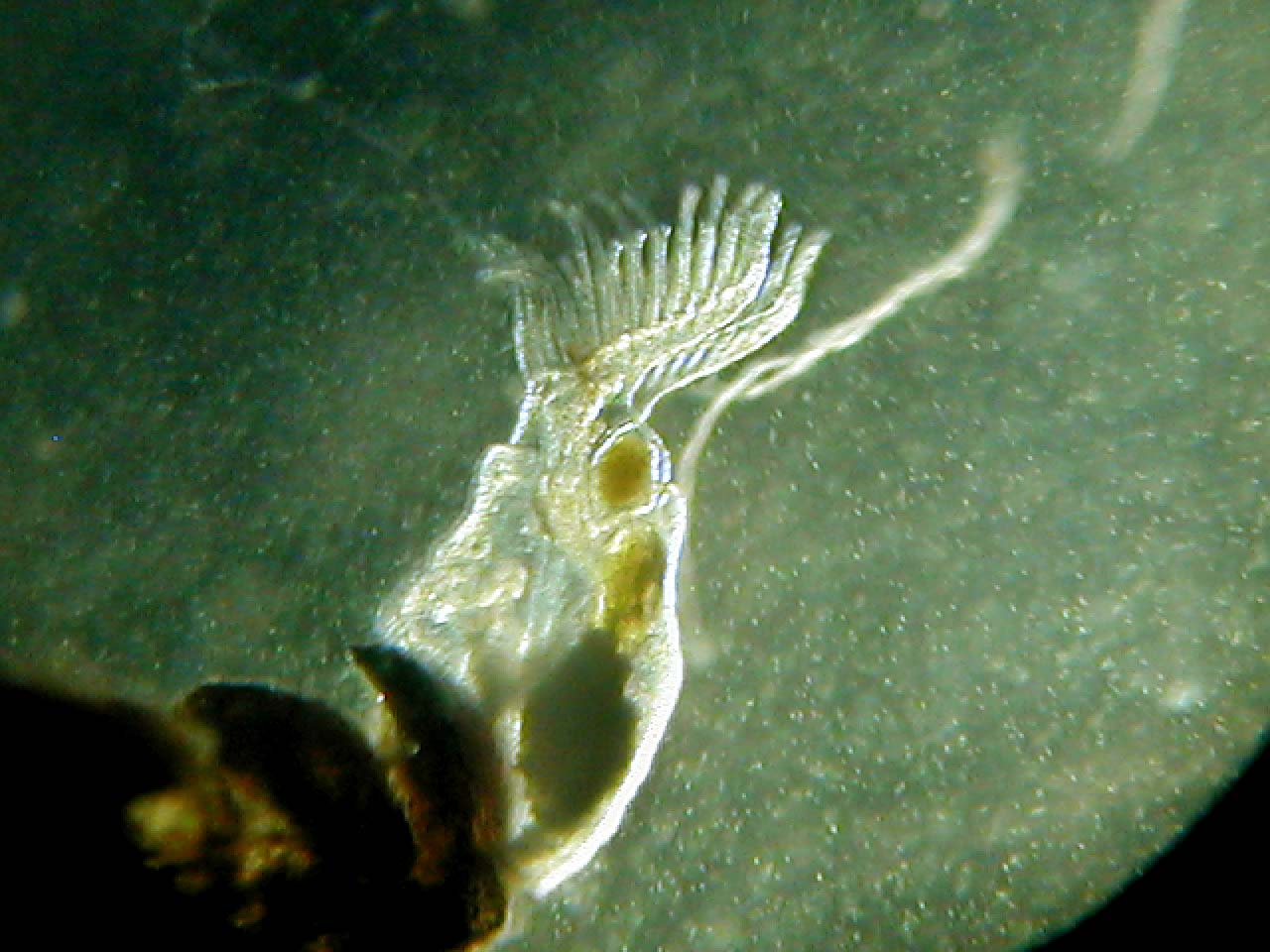
خزه‌زی آب شیرین با دهان‌تاژک (lophophore) گسترش‌یافته

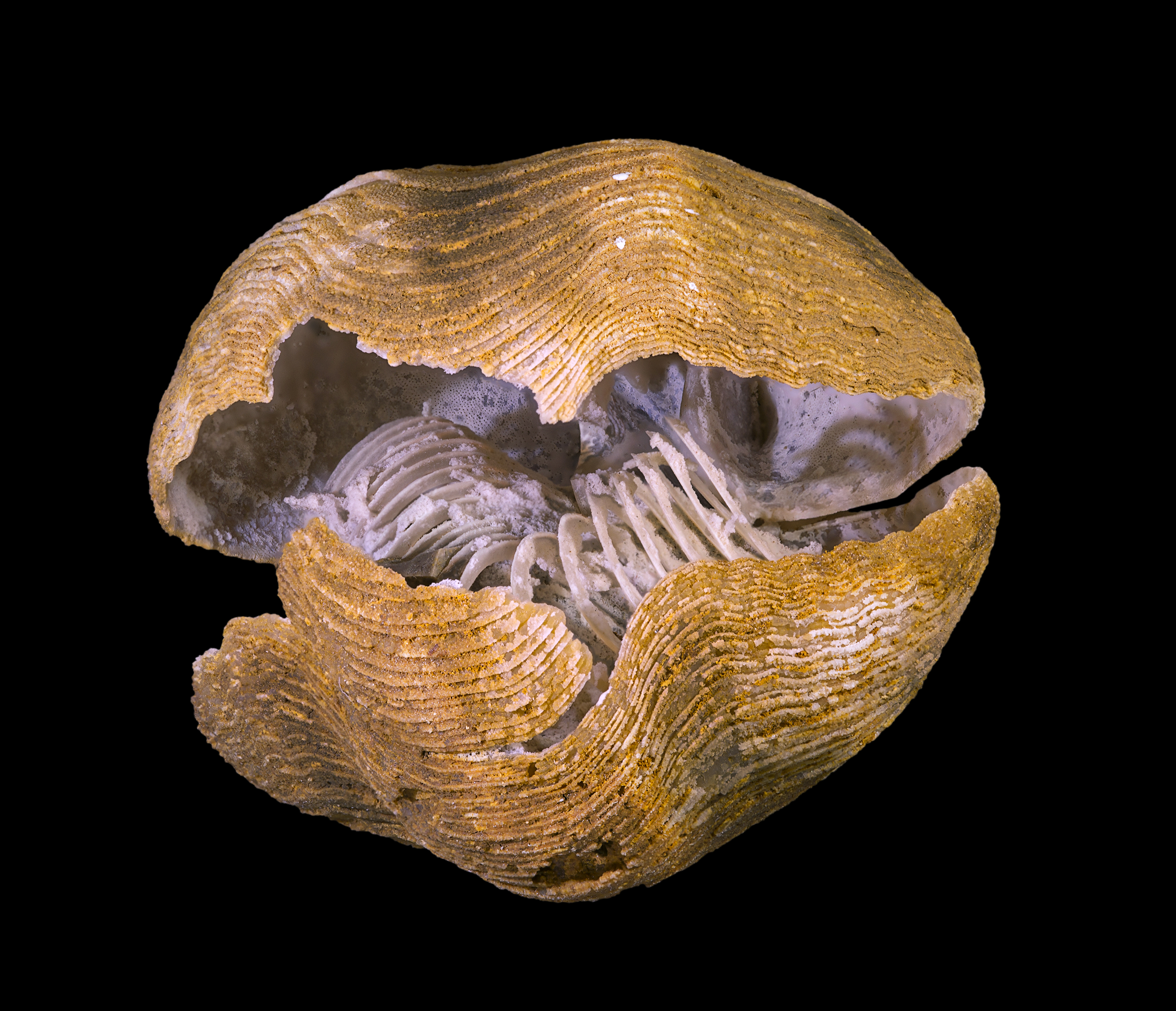
یک براکیدیوم (ساختار مارپیچ) که از دهان‌تاژک (اندام تغذیه‌کننده) حمایت می‌کند، که بین دریچه‌های بازوی ژوراسیک پیشین (پلینسباخین) Spiriferina rostrata (35×۳۰ میلی‌متر) دیده می‌شود.

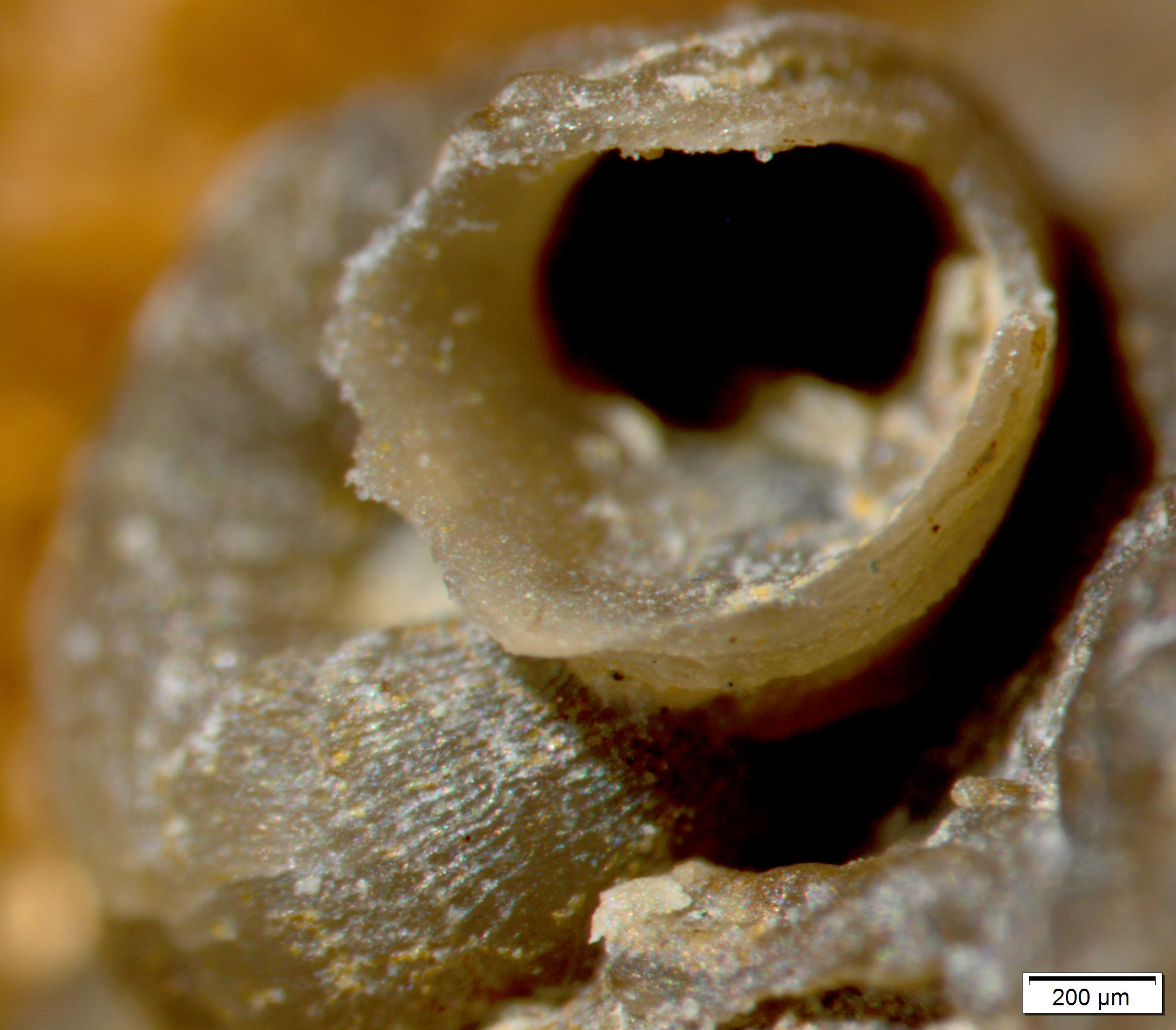
یک دهان‌تاژک‌دار منقرض‌شده: یک ریزپوسته‌سان دونین (سازند پاتر فارم، آلپنا، میشیگان)

دهان‌تاژک یا لوفوفور (به انگلیسی: Lophophore) یک اندام تغذیه ویژه است که چهار گروه اصلی از جانوران آن را در دارند: بازوپایان، خزه‌زیان، Hyolitha و کرم‌های نعل‌اسبی، که در مجموع گروه دهان‌نخستیان Lophophorata را تشکیل می‌دهند. همه دهان‌تاژک‌ها در جانداران آبزی یافت می‌شوند.

## ریشه‌شناسی
وازهٔ Lophophore از واژهٔ یونانی lophos (به معنی تاج، کاکل) و -phore، -phoros (φορος) (داشتن)، مشتق شده از phérein (φέρειν) (برداشتن) مشتق شده‌است؛ بنابراین به معنی تاج‌دار است.

## ویژگی‌ها
دهان‌تاژک را می‌توان به آسانی به عنوان حلقه‌ای از شاخک‌های مژک‌دار که دهان را احاطه کرده‌اند توصیف کرد، اما اغلب به شکل نعل‌اسبی یا مارپیچ است. فورونیدها دهان‌تاژک‌های خود را در دید ساده دارند، اما دریچه‌های بازوپایان باید به‌طور گسترده باز شوند تا دید خوبی از دهان‌تاژک آنها به دست آید.
دهان‌تاژک دهان را دربر گرفته و یک سیستم جمع‌آوری بالادست برای تغذیه سوسپانسیون است. شاخک‌های آن توخالی هستند، با امتداد فضای حفذه بدنی که تصور می‌شود یک مزوکول باشد. روده U-شکل است و دهان قدامی در مرکز دهان‌تاژک قرار دارد. مقعد، جایی که وجود دارد، نیز قدامی است، اما در پشتی دهان است. در خزه‌زیان، خارج از حلقه دهان‌تاژک است. بازویاهای غیرمفصلی مقعد ندارند.
هدرلیدها، زیرپوسته‌سان‌ها، کورنولیتیدها و تانکولیتیدهای منقرض‌شده احتمالاً بر اساس بیومینرالیزاسیون آنها دهان‌تاژک‌دار بودند.